# Jeff Davis (escritor)
Jeff Davis (nascido em 13 de junho de 1975) é um escritor e produtor de televisão dos Estados Unidos. Ele é mais conhecido pela criação da CBS drama policial Criminal Minds e a MTV's Teen Wolf, e um reboot da série de televisão de 1985 filme de mesmo nome.

## Início da vida
Jeff Davis nasceu em Milford, Connecticut. Formou-se em Vassar College, com uma licenciatura em cinema e ele, então, passou a receber um mestrado em roteiro da Universidade do Sul da Califórnia. Davis trabalhou como leitor de roteiro, assistente editorial, escritor para manuais de software de computador e especialista em suporte de computador em Los Angeles enquanto se esforçava para vender sua própria escrita.

## Carreira
Em 2003, Davis vendeu um roteiro para Televisão CBS, que eventualmente se tornou o hit da série Criminal Minds. Ele atuou como coprodutor executivo, durante a primeira temporada da série.
Em 2011, Davis iniciou uma conversa com a MTV sobre uma reinicialização do Michael J. Comédia de Fox '80, Teen Wolf. Ele diz que ele pulou no projeto, devido a seu amor para com o gênero de horror. Ele observa entre os seus escritores de influências Stephen King e Thomas Harris. Davis também afirmou que ele é um fã de The X-Files, Felicidades, e noites em claro. Como produtor executivo, escritor principal e criador de shows, Jeff Davis é a força criativa por trás do Teen Wolf da MTV.
Antes que Teen Wolf fosse oficialmente filmado em Los Angeles após a segunda temporada, Davis dividiu o seu tempo entre Los Angeles e Atlanta, na Geórgia, onde filmou o show. Davis vendeu uma série de adaptação do filme de terror sueco Låt den rätte komma in, para a televisão americana A&E. O roteiro do piloto foi ordenado pela TNT. O piloto foi gravado em Vancouver, porém a TNT decidiu não continuar com a série.